# Ellen Karin Vangen
Ellen Karin Vangen (...) è un'ex sciatrice alpina norvegese.

## Biografia
Specialista delle prove tecniche, Ellen Karin Vangen ai Campionati norvegesi vinse la medaglia di bronzo nello slalom speciale nel 1971, la medaglia d'oro nello slalom gigante e quella di bronzo nello slalom speciale e nella combinata nel 1974 e la medaglia di bronzo nello slalom gigante nel 1975; non prese parte a rassegne olimpiche e non ottenne piazzamenti di rilievo in Coppa del Mondo o ai Campionati mondiali.

## Palmarès

### Campionati norvegesi
- 5 medaglie[senza fonte]:
  - 1 oro (slalom gigante nel 1974)[1]
  - 4 bronzi (slalom speciale nel 1971; slalom speciale, combinata nel 1974; slalom gigante nel 1975)[senza fonte]